# 蹴上車站
蹴上車站（日语：／ Keage eki */?）是位於日本京都府京都市東山區，由京都市交通局所經營的地鐵站。本站是京都市交通局所屬的京都市營地下鐵東西線的沿線車站，在系統內的車站編號為T09。本站與京都東山山麓地區的許多觀光據點都很接近，因此有不少觀光人潮在此站進出。
由於在1965年7月之前，京都市交通局旗下原本還存在有一個位於京都市電蹴上線（原京都電氣鐵道鴨東線）的路面電車車站，因此今日的蹴上車站其實是該單位所屬第二代的同名車站。而京阪電氣鐵道京津線沿線原本也存在一個同名車站，位在今日地下鐵車站上方的十字路口西側的路面上。但1997年時伴隨地下鐵東西線通車，京津線京津三條至御陵間的路段廢線，京阪所屬的蹴上車站也一同遭到廢除的命運。

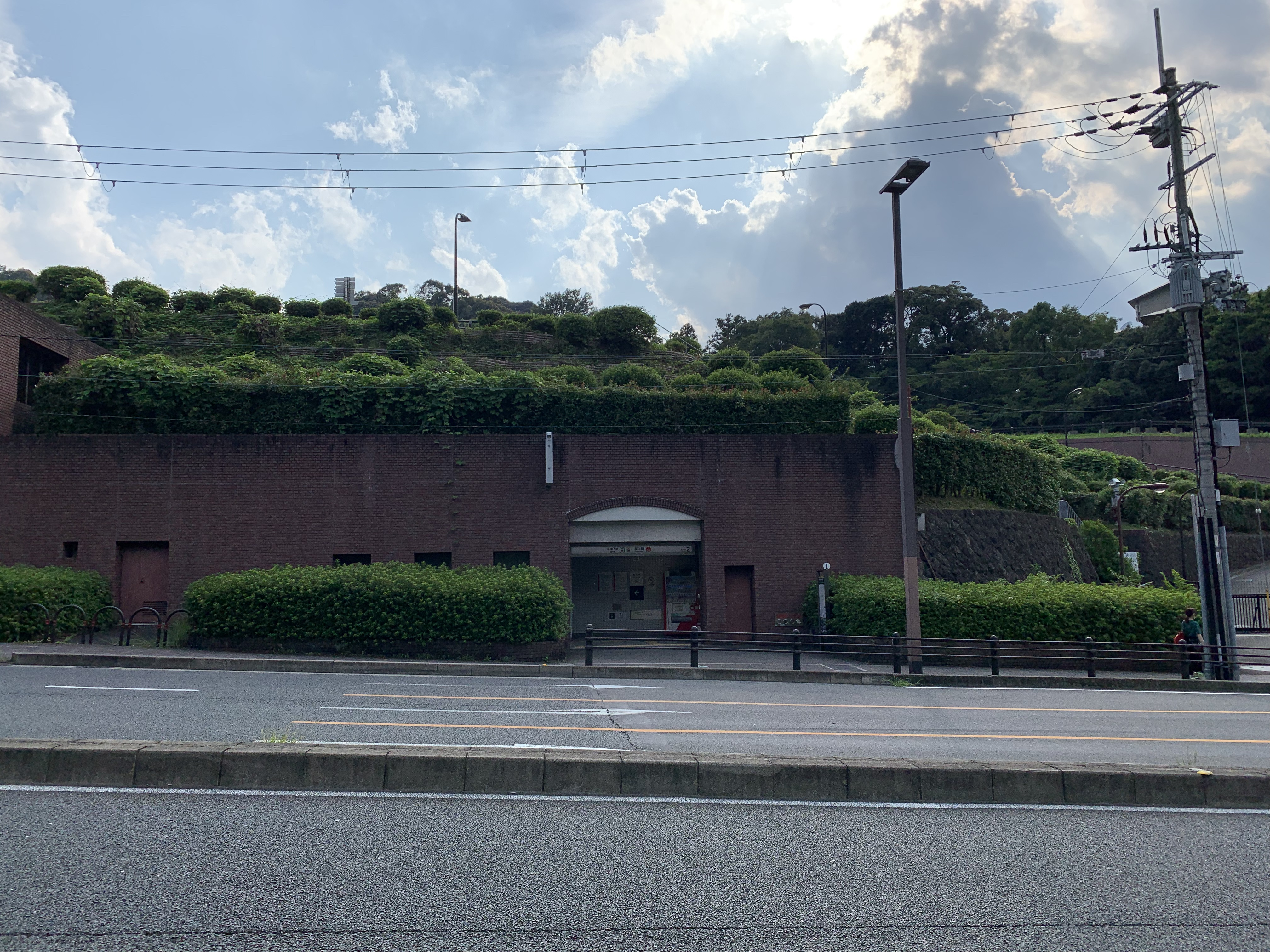
2號出入口（2022年8月）

## 車站構造

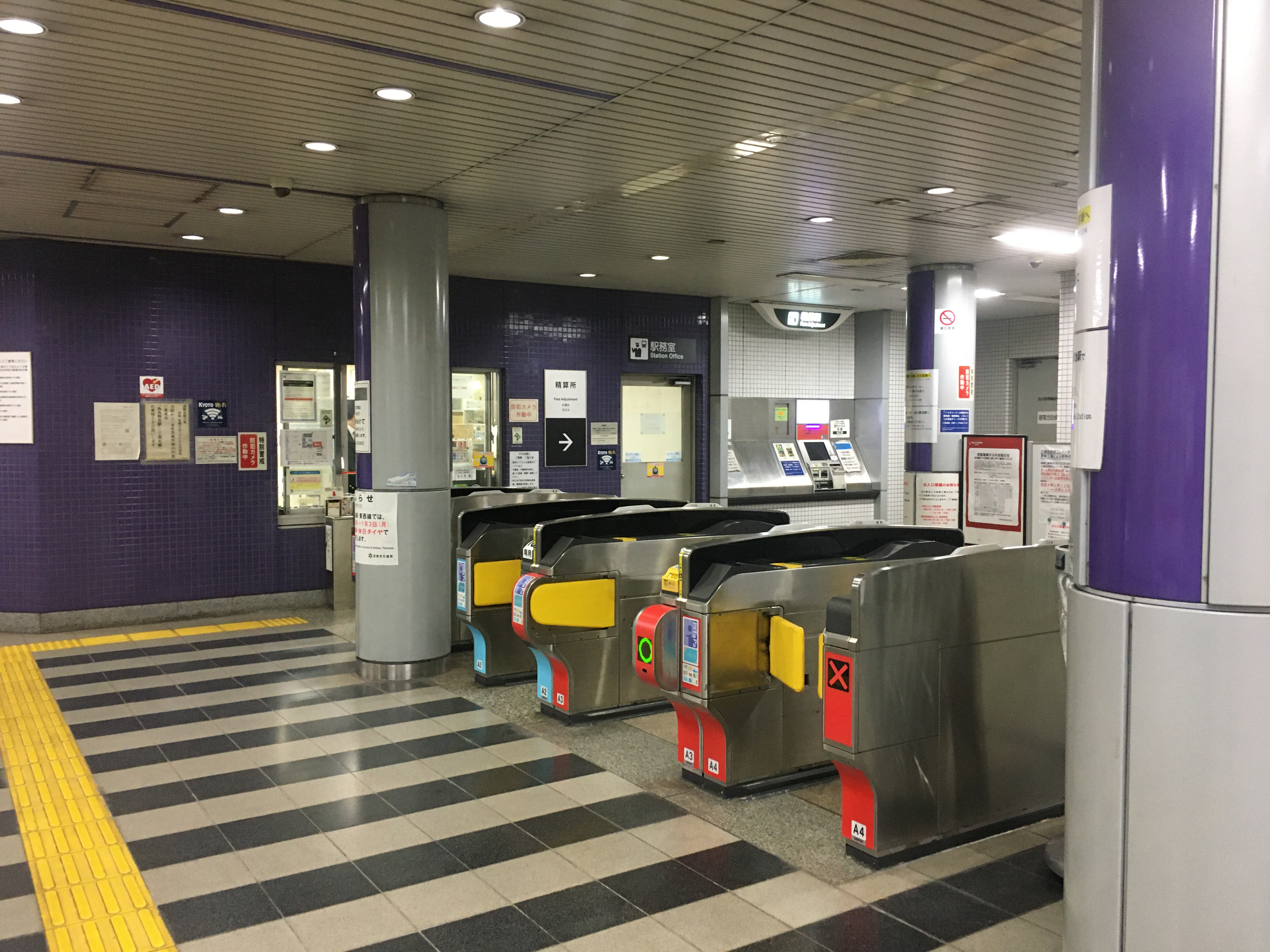
驗票閘口（2022年1月）

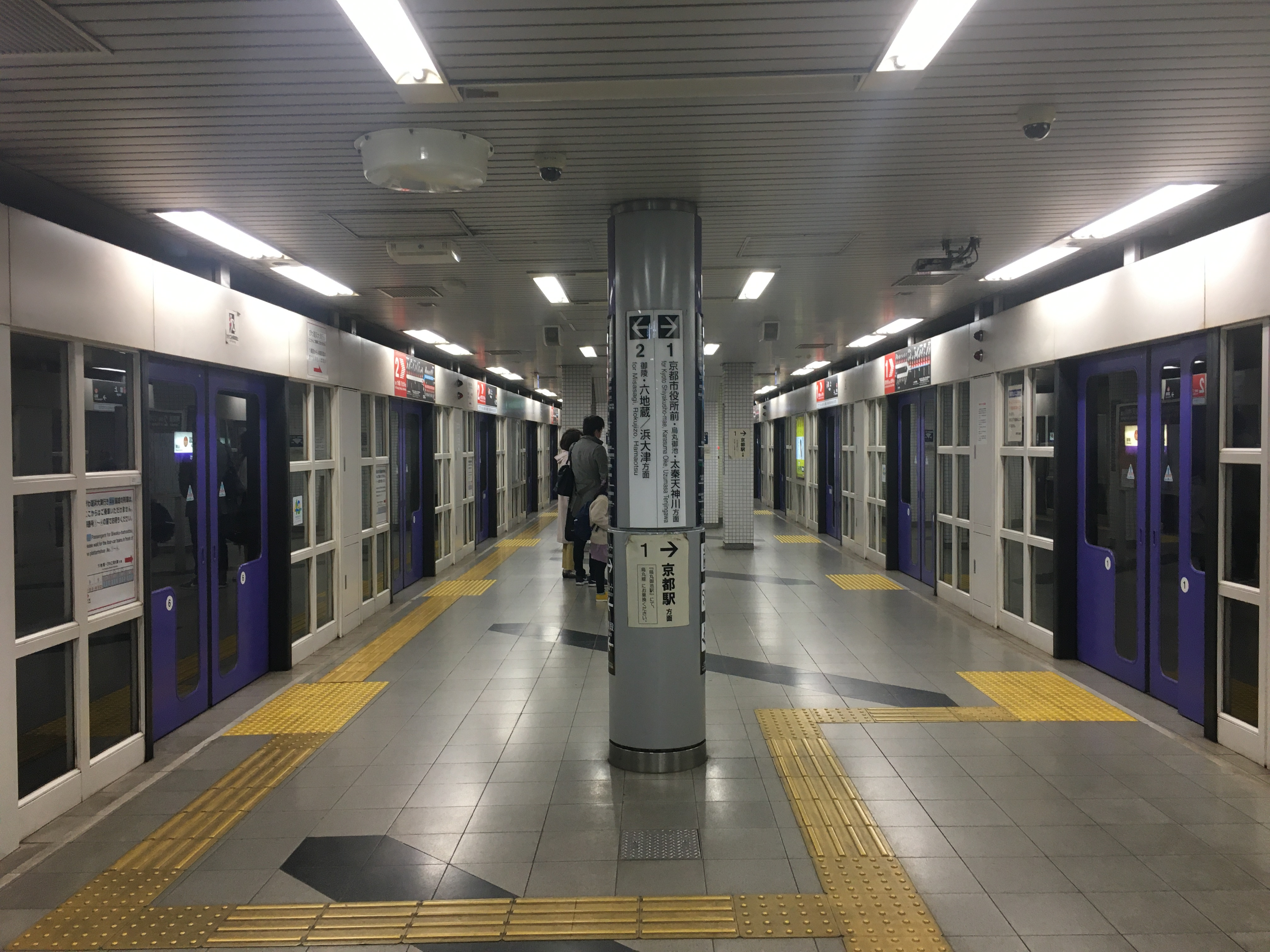
月台（2022年1月）

本站除複線島式月台外與其他東西線的車站皆設有月台閘門。東西線的車站各自制定車站顏色，而此站的車站顏色為雪青色。本站共設有2個地面出口，地下4樓為月台。

### 月台配置
| 月台 | 路線   | 目的地                                 |
| ---- | ------ | -------------------------------------- |
| 1    | 東西線 | 京都市役所前、烏丸御池、太秦天神川方向 |
| 2    | 東西線 | 御陵、六地藏/濱大津方向                |

## 利用狀況
1日平均上車人次與1日平均上下車人次的推移如下表。
| 年度   | 上車人次 | 上下車人次 |
| ------ | -------- | ---------- |
| 2003年 | 4,117    | 8,315      |
| 2004年 | 4,372    | 8,844      |
| 2005年 | 4,383    | 9,050      |
| 2006年 | 4,272    | 8,815      |
| 2007年 | 4,324    | 8,970      |
| 2008年 | 4,470    | 9,387      |
| 2009年 | 4,322    | 9,015      |
| 2010年 | 4,319    | 8,998      |
| 2011年 | 4,270    | 8,894      |
| 2012年 | 4,411    | 9,191      |
| 2013年 | 4,549    | 9,474      |
| 2014年 | 4,752    | 9,895      |

## 車站周邊
位於京都盆地的東端、東山的山麓。西北方向為市街地，東南方向只有翻過山才有東海道（三條通）。
由此站附近起至東山站附近有許多觀光、文教設施，因此使用兩站設施的人數較多。
- 哲學之道
- 京都市動物園
- 京都威斯汀都酒店（The Westin Miyako Kyoto）

## 相鄰車站
京都市營地下鐵
 東西線
御陵（T08）－蹴上（T09）－東山（T10）

## 外部連結
- 蹴上站 （页面存档备份，存于） - 京都市交通局